# イグナウィバクテリウム綱
イグナウィバクテリウム綱（Ignavibacteria）は、2010年に提唱された細菌の綱である。2025年7月現在、1目2科4属5種を含む。
クロロビウム門ないし、本綱のみを含むイグナウィバクテリウム門（Ignavibacteriota）に所属する細菌グループである。元々クロロビウム門の1綱として記載されたが、2013年にメリオリバクテル・ロセウス（Melioribacter roseus）が記載された際、イグナウィバクテリウム門として分割された。一方でクロロビウム門のままにすべきとする意見もあり、2025年7月現在、LPSNはイグナウィバクテリウム門をクロロビウム門のシノニムとして扱っている。
クロロビウム門の主要グループである緑色硫黄細菌と異なり、光合成能を欠くこと、通性好気性であること、運動性があること、偏性従属栄養性であることなどが挙げられている。炭水化物を発酵または多様な物質（酸素、亜硝酸、鉄、ヒ素化合物など）を最終電子受容体として代謝して生育する。